# Bob Weighton
Robert Grant Pitts „Bob“ Weighton (* 29. März 1908 in Yorkshire; † 28. Mai 2020) war ein britischer Supercentenarian, der nach dem Tod von Chitetsu Watanabe im Februar 2020 laut Guinness-Buch der Rekorde als ältester lebender Mann galt. Er hielt diesen Titel nur wenige Monate. Jedoch wurde Tomas Pinales Figuereo am 31. März 1906 geboren und starb erst am 24. September 2020, somit war Weighton nie der älteste lebende Mann. 

## Leben
Weighton arbeitete als Ingenieur und Lehrer, galt bis zu seinem Tod als geistreich und machte sich auch Gedanken um Umweltschutz. Er hinterließ drei Kinder, sieben Enkel und 25 Urenkel.